# La casa dei libri
La casa dei libri (The Bookshop) è un film del 2017 diretto da Isabel Coixet: basato sul romanzo La libreria di Penelope Fitzgerald (1978), è una coproduzione anglo-ispano-tedesca.

## Trama
Suffolk, fine anni cinquanta del Novecento: Florence Green, vedova di mezz’età, decide di aprire una libreria ad Hardborough, (immaginaria) cittadina sulla costa. La scelta ricade su Old House, un edificio abbandonato da sette anni, dove aveva vissuto con il marito fino alla Seconda guerra mondiale. 
Dopo molti sacrifici e difficoltà il negozio apre e registra subito un certo successo, grazie anche al misterioso e ricco Mister Brundish, accanito lettore, e alla piccola Christine, una bambina che ogni giorno, dopo la scuola, vi lavora come aiutante della proprietaria, diventandone ben presto preziosa e affezionata confidente.
Ma l'influente e ambiziosa Mrs. Gamart, che aveva pensato allo stesso posto per aprire un centro culturale e non ottiene che Florence si trasferisca, cerca in tutti i modi di farne fallire l'attività. Grazie all'aiuto del nipote, membro del  parlamento britannico, ottiene addirittura la promulgazione di una legge che permette all’autorità locale di requisire edifici abbandonati da almeno cinque anni, se ritenuti d’interesse storico e culturale. 
Mister Brundish si spende allora a favore di Florence Green, e affronta Mrs. Gamart in un duro ma inutile scontro: talmente duro che appena uscito ha un attacco di cuore e muore.
Rimasta sola contro tutti, Florence si rassegna ad abbandonare l’attività e anche il villaggio: in tempo però per vedere che sarà Christine a mandare a monte i piani della signora Gamart, con un impensabile colpo di scena.
La scena finale, che si svolge ai giorni nostri, svela che la voce narrante del film è proprio Christine, ormai donna matura, mostrata nella libreria in cui lavora…

## Riconoscimenti
- 2018 - Premio Goya
  - Miglior film
  - Miglior regista a Isabel Coixet
  - Miglior sceneggiatura non originale a Isabel Coixet
  - Candidatura per la Miglior attrice protagonista a Emily Mortimer
  - Candidatura per il Miglior attore non protagonista a Bill Nighy
  - Candidatura per la Miglior produzione a Alex Boyd e Jordi Berenguer
  - Candidatura per la Miglior fotografia a Jean-Claude Larrieu
  - Candidatura per il Miglior montaggio a Bernat Aragonés
  - Candidatura per la Miglior colonna sonora a Alfonso Vilallonga
  - Candidatura per la Miglior canzone a Feeling Lonely on a Sunday Afternoon
  - Candidatura per la Miglior scenografia a Llorenç Miquel
  - Candidatura per i Migliori costumi a Mercè Paloma